# Битва на Гробницькому полі
Битва на Гробницькому полі (хорв. Bitka na Grobničkom polju) — легендарна (можливо, вигадана) битва, яка, згідно з хорватським літописами, відбулася в 1242 році між хорватським і монголо-татарським військом під час походу хана Батия на Східну і Західну Європу і завершилося перемогою хорватських військ над монголо-татарами. Перша згадка про цю подію відноситься до XVI століття і стала основою для однієї з ранніх романтичних поем «Гробницьке поле» (хорв. Grobničko polje) Димитрія Деметера, написана в 1842 році через 600 років після можливої битви. Однак істориками сам факт битви ставиться під великий сумнів: у документах XIII століття немає ніяких згадок про таких боях, а на місці битви немає жодних знахідок тих часів.

## Передісторія
Після двох розгромних походів Бату-хана на Русь монголо-татари рушили на Захід: ними були спустошені Польща, Угорщина, Чехія, Словаччина, значна частина Балкан, після чого монгольські війська підступили до Австрії, німецьких князівств, Венеції і Риму. Вважається, що монголи розграбували всю Ліку і Далмацію і спалили Загреб, не зумівши взяти, однак, Винодол. Наслідки монгольських розорень призвели до того, що незабаром на півдні Європи почалася епідемія чуми.

## Зміст легенди
Згідно з легендою, добровольці з усієї Хорватії (яка на той момент перебувала в унії з Угорщиною) зійшлися там, щоб дати відсіч монголо-татарським частинах, і завдали такої жорстокої відсічі загарбникам, що ті пішли і більше не поверталися. Однак доказів самого факту битви досі не знайдено: невідома ні чисельність хорватського війська, ні імена його командирів, при цьому в літописах згадуються тільки 30 тисяч монголо-татарських вояків з ханом Батиєм, яких вдалося розбити вщент і завдати їм великі втрати. Є непрямі згадки того, що хорватські лицарі скористалися допомогою місцевих селян, накинувши на себе звірині шкури і надівши замість шоломів голови диких і домашніх звірів, а також повісивши на себе дзвони. Зовнішній вид хорватського війська гучний дзвін дзвонів нібито налякав монголо-татар, і ті втекли з поля. Також відомо, що поле після битви отримало назву Гробницького в честь хорватського слова «grobnik» — могила, оскільки переважна частина загиблих солдат там і була похована, а поле стало фактично братською могилою для них.

## Питання про автентичність події

### Літописи
Істориками не знайдені жодних згадок в документах XIII століття про які-небудь масштабні битви хорватських військ проти монголів, а на Гробницькому полі археологи так і не виявили яких-небудь слідів бою або артефактів, що належать до XIII століття. Велика частина істориків вважає це подія вигадкою. Перші згадки про битву сходять до XIV століття, однак їх достовірність також є предметом численних суперечок. Та частина легенди, в якій йдеться про переодягнених в звірині шкури солдатів, пізніше згадується і в літописах як частина битв хорватських військ проти Османської імперії і турецьких військ, що тільки підтверджує версію про вигадану битві.

### Археологічні знахідки
В районі Гробника археологами були знайдені сліди Гальштатської культури, Лібурни, Стародавнього Риму та Раннього Середньовіччя (починаючи з VIII століття). Основу середньовічних знахідок становлять керамічні посудини, в яких зберігалися різні товари, однак жодних знахідок XIII століття археологи не виявили. Тим не менш, в 2013 році в Рієці на виставці в Морському музеї узбережжя Хорватії з'явився меч, який був знайдений в 1934 році і був дуже схожий з північноєвропейськими мечами XIII століття. Деякі історики наполягають на тому, що цим мечем міг битися воїн на Гробницькому полі.

## В культурі
Крім Димитрія Деметера, битву на Гробницькому полі увічнили художник Целестин Медович, Антун Врамец, Павао Ріттер-Вітезович і Андрія Качич-Міошич. У деяких містах Хорватії проводяться пам'ятні заходи з нагоди битви: так, у Рієці і Хрелині були пам'ятні заходи з нагоди 750-річчя битви.